# Мещерский, Александр Васильевич
Князь Александр Васильевич Мещерский (14 (26) апреля 1822, Санкт-Петербург — 22 декабря 1900 (4 января 1901), Москва) — тайный советник, шталмейстер, почётный опекун Московского присутствия Опекунского совета учреждений императрицы Марии. Верейский уездный предводитель дворянства (1863—1869), московский губернский предводитель дворянства (1869—1875), полтавский губернский предводитель дворянства (1883—1889), поэт-любитель.

## Биография
Представитель княжеского рода Мещерских, внучатый племянник обер-прокурора князя Петра Сергеевича Мещерского.
Родился в Санкт-Петербурге 14 (26) апреля 1822 года, сын князя Василия Ивановича Мещерского (1791—1871) и Шарлотты Борисовны, урождённой баронессы Фитингоф (1796—1841), дочери ботаника Б. И. Фитингофа. Крещён 30 апреля в церкви Вознесения при Адмиралтейских слободах при восприемстве князя Сергея Ивановича Мещерского. Получил домашнее воспитание; детство прошло в имении Ошейкино, куда многочисленная семья переехала после отставки отца.
16 мая 1838 года зачислен юнкером в Оренбургский уланский полк, весной 1839 года произведён в портупей-юнкеры, а 28 августа 1839 года получил первый офицерский чин — корнета. 29 июля 1843 года произведён в поручики. С осени 1842 года находился в прикомандировании к лейб-гвардии Гусарскому полку, в который переведён приказом 25 октября 1843 году с чином корнета гвардии.
В 1845 году добровольцем вызвался для участия в Кавказской войне, принял участие в Даргинской экспедиции, в ходе которой получил ранение. Произведён в поручики и за боевые отличия награждён орденом Святой Анны 3-й степени с бантом.
После возвращения с Кавказа 22 января 1846 года назначен адъютантом к московскому военному генерал-губернатору, генералу от инфантерии князю Щербатову, а после его смерти — к генерал-адъютанту графу Закревскому (10 августа 1848 года). Вскоре произведён в штабс-ротмистры, а 23 апреля 1850 года — в ротмистры. В том же году, 3 октября, по состоянию здоровья вышел в отставку.
Три года провёл за границей. С началом Крымской войны вернулся в Россию. 23 июня 1855 года определён из отставки на службу с зачислением по кавалерии с чином подполковника и назначением состоять для особых поручений при новороссийском и бессарабском генерал-губернаторе графе Строганове. Занимался вопросами пособий раненым на войне воинам и разменом пленных, за заслуги в этой деятельности был отмечен бриллиантовым перстнем от императрицы Марии Александровны, а 14 ноября 1857 года произведён в полковники. Также был отмечен орденам от французского, сардинского и турецкого правительств.
В 1850-е годы приобрёл подмосковную усадьбу Петровское-Алабино.
12 января 1860 года освобождён от должности при новороссийском и бессарабском генерал-губернаторе и назначен состоять при Министерстве внутренних дел, а в июле уволен в отпуск за границу для излечения болезни.
Вернувшись в Россию, в 1863 году был избран верейским уездным предводителем дворянства, а в 1865 году также и почётным мировым судьёй Верейского уезда. 30 апреля 1867 года произведён в генерал-майоры с увольнением с военной службы. В 1869 году избран московским губернским предводителем дворянства, по должности состоял членом комиссии для построения в Москве Храма во имя Христа Спасителя и Попечительного совета заведений общественного призрения в Москве. 14 июля 1873 года получил чин тайного советника. В январе 1875 года оставил должность предводителя, и в том же году был удостоен придворного чина шталмейстера.
С 1883 по 1889 год состоял полтавским губернским предводителем дворянства и членом Совета попечительства Полтавской Мариинской женской гимназии.
В 1890 году назначен почётным опекуном Московского присутствия Опекунского совета учреждений императрицы Марии, с 18 декабря 1890 года по декабрь 1896 года состоял членом Совета по учебной части московских училищ ордена Святой Екатерины и Александровского.
Умер 22 декабря 1900 (4 января 1901) года в Москве. Похоронен в селе Лотошино Старицкого уезда Тверской губернии (ныне — Лотошинский район Московской области).
Оставил «Воспоминания» («Из моей старины»), частично опубликованные в «Русском архиве» в 1900—1901 годах.

## Награды

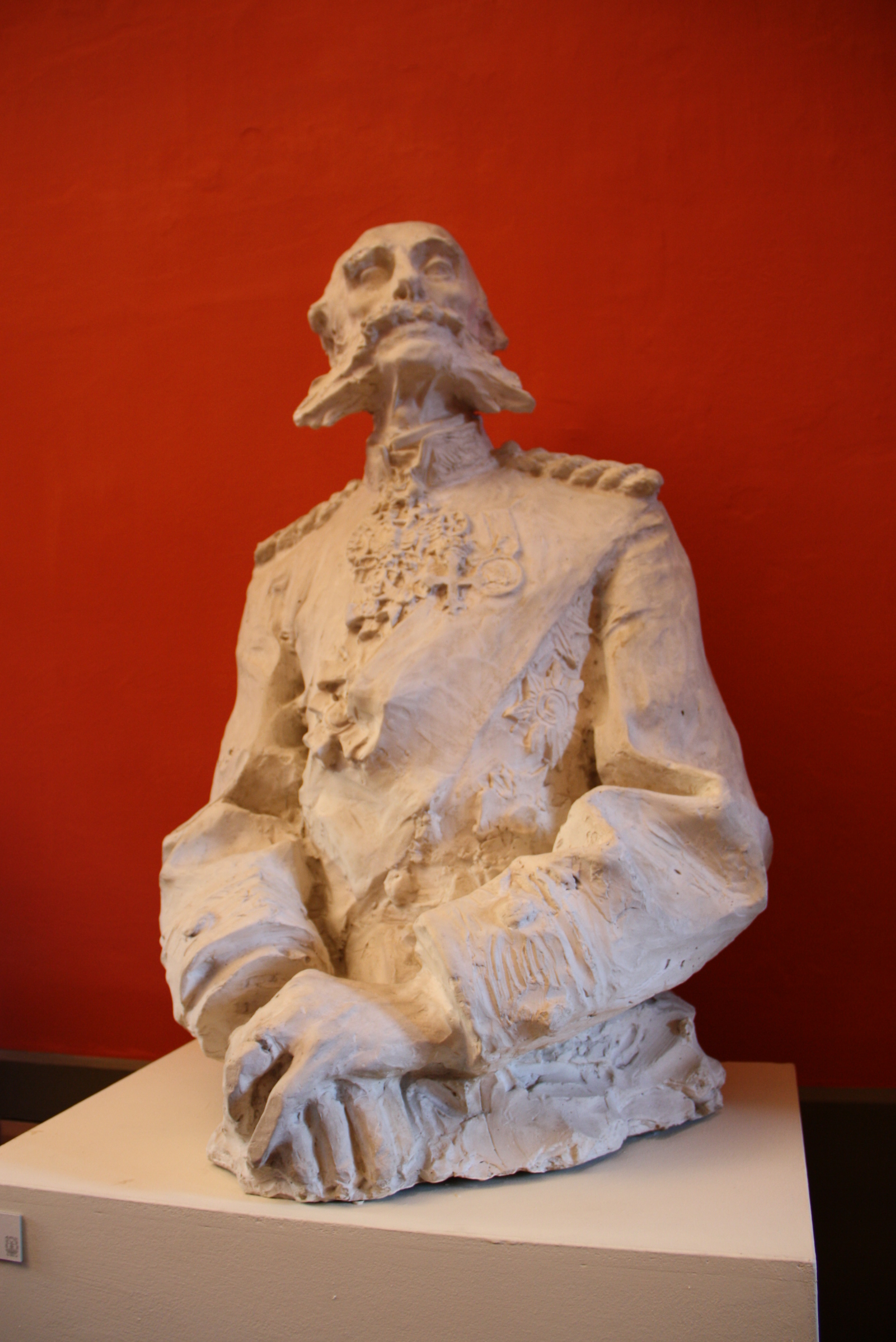
Бюст князя Мещерского.
Работа П. Трубецкого

За годы службы князь А. В. Мещерский был удостоен наград:
- орден Святого Александра Невского (1892)
- орден Белого орла (1886)
- орден Святого Владимира 2-й степени (1874)
- Высочайшее благоволение (1872, 1873)
- орден Святой Анны 1-й степени (1872)
- орден Святого Станислава 1-й степени (1869)
- орден Святого Станислава 2-й степени (1856)
- орден Святого Владимира 4-й степени (1849)
- орден Святой Анны 3-й степени с бантом (8 августа 1845)
- медаль «В память войны 1853—1856» (1856)
- медаль «В память коронации императора Александра III» (1883)
- медаль «В память царствования Императора Николая I» (1896)
- медаль «В память царствования императора Александра III» (1896)
- медаль «В память коронации Императора Николая II» (1896)
- орден Почётного легиона, офицерский крест (Франция, 1856)
- орден Святых Маврикия и Лазаря, офицерский крест (Сардиния, 1856)
- орден Меджидие 3-й степени (Турция, 1857)
- орден Короны 2-й степени (Пруссия, 1867)
- орден Франца-Иосифа 1-й степени (Австро-Венгрия, 1874)

## Семья

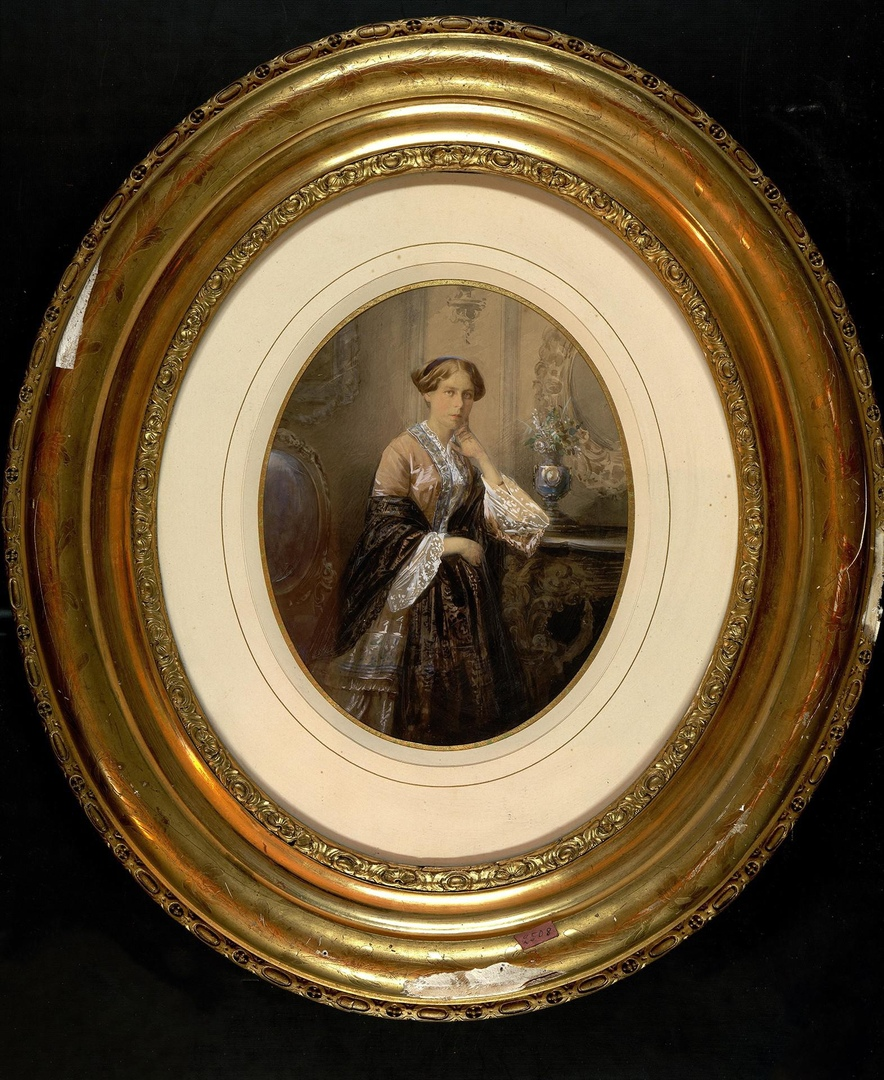
Е. С. Мещерская. Портрет неизвестного художника

30 апреля 1848 года князь А. В. Мещерский вступил в брак с дочерью попечителя Московского учебного округа С. Г. Строганова, Елизаветой (1826—1895). Их дочь Наталия (1849—1910) от брака с итальянским герцогом Фабрицио Сассо-Руффо имела дочерей Марусю и Лизу — жён барона П. Г. Врангеля и князя императорской крови Андрея Александровича, а также Ольгу — жену Б. М. Иофана.
Овдовев в 73 года, А. В. Мещерский женился второй раз — на Екатерине Прокофьевне Подборской (1870—1945), и имел от этого брака сына Вячеслава (1897—1952) и неизвестную по имени дочь. Мемуаристка Екатерина Александровна Мещерская (ум. 1995) утверждала, что является родившейся после смерти отца дочерью А. В. Мещерского, но эти сведения сомнительны.